# National Football League (Irlanda)
Il National Football League, o per ragioni di sponsor Allianz National Football League è un torneo di calcio gaelico che si tiene annualmente in Irlanda ed è organizzato dalla Gaelic Athletic Association. Si tiene durante i mesi invernali ed è il secondo avvenimento più prestigios dello sport, dopo l'All-Ireland Senior Football Championship. Vi partecipano le rappresentative delle contee e Cork è campione in carica, avendo battuto Dublino nella finale del 2011. Ci sono varie divisioni e la squadra che vince il trofeo è quella della division 1, la principale. Le due ultime formazioni di ogni serie (a parte la 4) retrocedono, mentre le prime due vengono promosse. Le due prime classificate della division 1 disputano la finale che consacra la vincitrice. La competizione, trasmessa da TG4 e Setanta Sports, è meno seguita dell'ALL-Ireland, fatto dovute anche alla disputa delle partite nel mese invernale. La squadra più titolata è Kerry che ha vinto il titolo 19 volte, giungendo in finale in ben 23 occasioni.

## Albo d'oro
Questa è una lista delle finali (con a destra la vincitrice) o della sola vincitrice quando la finale non è stata disputata. Le lettere AI  indicano che la squadra si è laureata nel medesimo anno vincitrice dell'All-Ireland. L'NFL è tuttavia per molte squadre un puro allenamento per l'ALL-Ireland: infatti solo il 26% (20 / 78) dei vincitori di questa competizione hanno vinto anche quella più importante. Tuttavia, dalla riorganizzazione della competizione nel 2002, i vincitori della manifestazione sono coincisi 4 volte su 8 occasioni, Tyrone in 2003 and Kerry in 2004, 2006 and 2009.
- 1925–26 – Laois 2–1 Dublin 1–0
- 1926–27 – League non giocata
- 1927–28 – Kerry 2–4 Kildare 1–6
- 1928–29 – AI Kerry 1–7 Kildare 2–3
- 1929–30 – League non giocata
- 1930–31 – AI Kerry 1–3 Cavan 1–2
- 1931–32 – AI Kerry 5–2 Cork 3–3
- 1932–33 – Meath 0–10 Cavan 1–6
- 1933–34 – Mayo 2–4 Dublin 1–5
- 1934–35 – Mayo 5–8 Fermanagh 0–2
- 1935–36 – AI Mayo were champions with 12 points from eight games
- 1936–37 – Mayo 5–4 Meath 1–8
- 1937–38 – Mayo 3–9 Wexford 1–3
- 1938–39 – Mayo 5–9 Meath 0–6
- 1939–40 – Galway 2–5 Meath 1–5
- 1940–41 – Mayo 3–7 Dublin 0–7
- 1941–45 – NFL sospesa per quattro stagioni
- 1945–46 – Meath 2–2 Wexford 0–6
- 1946–47 – Derry 2–9 Clare 2–5
- 1947–48 – AI Cavan 5–9 Cork 2–8 (replay)
- 1948–49 – Mayo 1–8 Louth 1–6
- 1949–50 – Cavan 2–8 Meath 1–6
- 1950–51 – Meath 0–6 Mayo 0–3
- 1951–52 – Cork 2–3 Dublin 1–5
- 1952–53 – Dublin 4–6 Cavan 0–9
- 1953–54 – Mayo 2–10 Carlow 0–3
- 1954–55 – Dublin 2–12 Meath 1–3
- 1955–56 – Cork 0–8 Meath 0–7
- 1956–57 – Galway 1–8 Kerry 0–6
- 1957–58 – AI Dublin 3–13 Kildare 3–8
- 1958–59 – AI Kerry 2–8 Derry 1–8
- 1959–60 – AI Down 0–12 Cavan 0–9
- 1960–61 – Kerry 4–16 Derry 1–5
- 1961–62 – Down 2–5 Dublin 1–7
- 1962–63 – Kerry 0–9 Down 1–5
- 1963–64 – Dublin 2–9Down 0–7
- 1964–65 – AI Galway 1–07 Kerry 0–08
- 1965–66 – Longford 0–09 Galway 0–08
- 1966–67 – Galway 0–12 Dublin 1–07
- 1967–68 – AI Down 2–14 Kildare 2–11
- 1968–69 – AI Kerry 3–11 Offaly 0–08
- 1969–70 – Mayo 4–7 Down 0–10
- 1970–71 – Kerry 0–11 Mayo 0–8
- 1971–72 – Kerry 2–11 Mayo 1–9
- 1972–73 – Kerry 2–12 Offaly 0–14
- 1973–74 – Kerry 0–14 Roscommon 0–8 (replay)
- 1974–75 – Meath 0–16 Dublin 1–9
- 1975–76 – AI Dublin 2–10 Derry 0–15
- 1976–77 – Kerry 1–8 Dublin 1–6
- 1977–78 – Dublin 2–18 Mayo 2–13
- 1978–79 – Roscommon 0–15 Cork 1–3
- 1979–80 – Cork 0–11 Kerry 0–10
- 1980–81 – Galway 1–11 Roscommon 1–3
- 1981–82 – Kerry 1–9 Cork 0–5 (replay)
- 1982–83 – Down 1–8 Armagh 0–8
- 1983–84 – AI Kerry 1–11 Galway 0–11
- 1984–85 – Monaghan 1–11 Armagh 0–9
- 1985–86 – Laois 2–6 Monaghan 2–5
- 1986–87 – Dublin 1–11 Kerry 0–11
- 1987–88 – AI Meath 2–13 Dublin 0–11 (replay)
- 1988–89 – AI Cork 0–15 Dublin 0–12
- 1989–90 – Meath 2–7 Down 0–11
- 1990–91 – Dublin 1–9 Kildare 0–10
- 1991–92 – Derry 1–10 Tyrone 1–8
- 1992–93 – Dublin 0–10 Donegal 0–6 (replay)
- 1993–94 – Meath 2–11 Armagh 0–8
- 1994–95 – Derry 0–12 Donegal 0–8
- 1995–96 – Derry 1–16 Donegal 1–9
- 1996–97 – AI Kerry 3–7 Cork 1–8
- 1997–98 – Offaly 0–9 Derry 0–7
- 1998–99 – Cork 0–12 Dublin 1–7
- 1999–2000 – Derry 1–8 Meath 0–9
- 2000–01 – Mayo 0–13 Galway 0–12
- 2002 – Tyrone 0–15 Cavan 0–7
- 2003 – AI Tyrone 0–21 Laois 1–8
- 2004 – AI Kerry 3–11 Galway 1–16
- 2005 – Armagh 1–21 Wexford 1–14
- 2006 – AI Kerry 2–11 Galway 0–11
- 2007 – Donegal 0–13 Mayo 0–10
- 2008 – Derry 2–13 Kerry 2–9
- 2009 – AI Kerry 1–15 Derry 0–15
- 2010 AI Cork 1–17 Mayo 0–12
- 2011- Cork 0–21 Dublin 2–14
- 2012- Cork 2-10 Mayo 0-11
- 2013 AI Dublin 0–18 Tyrone 0–17
- 2014 – Dublin 3-19 Derry 1-10
- 2015 – AI Dublin 1-21 Cork 2-7
- 2016 – AI Dublin 2-18 Kerry 0-13
- 2017 – Kerry 0–20 Dublin 1–16
- 2018 – AI Dublin 0–18 Galway 0–14
- 2019 – Mayo 3-11 Kerry 2-10

## Performance per Countea
| Contea    | Vittorie | Finali perse | Anni dei trionfi                                                                                                 |
| --------- | -------- | ------------ | --- |
| Kerry     | 19       | 4            | 1928, 1929, 1931, 1932, 1959, 1961, 1963, 1969, 1971, 1972, 1973, 1974, 1977, 1982, 1984, 1997, 2004, 2006, 2009 |
| Mayo      | 11       | 7            | 1934, 1935, 1936, 1937, 1938, 1939, 1941, 1949, 1954, 1970, 2001                                                 |
| Dublin    | 10       | 12           | 1953, 1955, 1958, 1964, 1976, 1978, 1987, 1991, 1993, 2013                                                       |
| Cork      | 8        | 5            | 1952, 1956, 1980, 1989, 1999, 2010, 2011, 2012                                                                   |
| Meath     | 7        | 9            | 1933, 1946, 1951, 1975, 1988, 1990, 1994                                                                         |
| Derry     | 6        | 5            | 1947, 1992, 1995, 1996, 2000, 2008                                                                               |
| Down      | 4        | 4            | 1960, 1962, 1968, 1983                                                                                           |
| Galway    | 4        | 5            | 1957, 1965, 1967, 1981                                                                                           |
| Laois     | 2        | 1            | 1926, 1986 |
| Cavan     | 2        | 5            | 1948, 1950 |
| Tyrone    | 2        | 2            | 2002, 2003 |
| Armagh    | 2        | 3            | 2005, 2010 |
| Longford  | 1        | 0            | 1966 |
| Monaghan  | 1        | 1            | 1985 |
| Roscommon | 1        | 2            | 1979 |
| Offaly    | 1        | 2            | 1998 |
| Donegal   | 1        | 3            | 2007 |